# حديث المباهلة
حديث المباهلة هو حديث مروي عن النبي محمد صلى الله عليه وسلم عندما أراد نصارى نجران مباهلته. والمعنى اللغوي للمباهلة هي الملاعنة والدعاء على الطرف الآخر بالدمار والهلاك. يستدل به الشيعة على أفضلية من حضر المباهلة وهم علي وفاطمة والحسن والحسين رضي الله عنهم، بينما يعتقد أهل السنة والجماعة أنه ليس به دليل على أحقية علي بن أبي طالب رضي الله عنه للخلافة أو الإمامة.

## حديث المباهلة
قال السيوطي: «أخرج ابن أبي شيبة وسعيد بن منصور وعبد بن حميد وابن جرير وأبو نعيم عن الشعبي قال: كان أهل نجران أعظم قوم من النصارى قولاً في عيسى بن مريم عليه السلام، فكانوا يجادلون النبي فيه. فأنزل الله هذه الآيات في سورة آل عمران: (إن مثل عيسى عند الله) إلى قوله: (فنجعل لعنة الله على الكاذبين). فأمر بملاعنتهم، فواعدوه لغدٍ، فغدا النبي صلى الله عليه وسلم ومعه علي والحسن والحسين وفاطمة رضي الله عنهم، فأبوا أن يلاعنوه وصالحوه على الجزية. فقال النبي صلى الله عليه وسلم: لقد أتاني البشير بهلكة أهل نجران حتى الطير على الشجر لو تّموا على الملاعنة» 
عند نزول الوحي بالآية: ﴿فَمَنْ حَاجَّكَ فِيهِ مِنْ بَعْدِ مَا جَاءَكَ مِنَ الْعِلْمِ فَقُلْ تَعَالَوْا نَدْعُ أَبْنَاءَنَا وَأَبْنَاءَكُمْ وَنِسَاءَنَا وَنِسَاءَكُمْ وَأَنْفُسَنَا وَأَنْفُسَكُمْ ثُمَّ نَبْتَهِلْ فَنَجْعَلْ لَعْنَةَ اللَّهِ عَلَى الْكَاذِبِينَ ۝٦١﴾ [آل عمران:61]
وحسب صحيح مسلم وسنن الترمذي ومسند أحمد بن حنبل أخذ النبي محمد صلى الله عليه وسلم معه للقاء نصارى نجران أهل بيته وهم علي وفاطمة والحسن والحسين رضي الله عنهم.

## خلفية القضية
في السنة العاشرة من الهجرة كتب النبي صلى الله عليه وسلم رسالة لأسقف نجران ودعا أهالي نجران إلى الإسلام. عندما أوصل ممثلو النبي صلى الله عليه وسلم الرسالة إلى أسقف نجران وهم :عتبة بن غزوان وعبد الله بن أبي‌ أمية والهدير بن عبد الله وصهيب بن سنان وبعد قرائتها، أنشأ مجلس متكون من الشخصيات الدينية ليقابلون النبي صلى الله عليه وسلم أو يتفاوضون معه. تألف المجلس من 60 شخص وذهبوا إلى المدينة. فبعد الحوار والمناقشات الطويلة التي جرت بينهم، نزلت آية المباهلة وأُمر النبي صلى الله عليه وسلم بالمباهلة مع من جادلوه. وحددوا اليوم الذي تلى المناقشات موعدًا للمباهلة وخارج المدينة مكاناً لها لكنهم أبوا التباهل بعدما اصطحب النبي صلى الله عليه وسلم علي بن أبي طالب وابنته فاطمة والحسن والحسين معه رضي الله عنهم.

## دلالة الحديث

### عند أهل السنة
يعتقد المسلمون السنة أن آية المباهلة من آل عمران ﴿فَمَنْ حَاجَّكَ فِيهِ مِنْ بَعْدِ مَا جَاءَكَ مِنَ الْعِلْمِ فَقُلْ تَعَالَوْا نَدْعُ أَبْنَاءَنَا وَأَبْنَاءَكُمْ وَنِسَاءَنَا وَنِسَاءَكُمْ وَأَنْفُسَنَا وَأَنْفُسَكُمْ ثُمَّ نَبْتَهِلْ فَنَجْعَلْ لَعْنَةَ اللَّهِ عَلَى الْكَاذِبِينَ ۝٦١﴾ نزلت بحق النبي محمد صلى الله عليه وسلم ومن خرج معه آنذاك وهم علي وفاطمة والحسن والحسين رضي الله عنهم، ولا دليل بها على أحقية علي بن أبي طالب للخلافة أو الإمامة. يقول ابن تيمية: «أما آية المباهلة فليست من الخصائص، بل دعا علياً وفاطمة وابنيهما، ولم يكن ذلك لأنهم أفضل الأمة، بل لأنهم أخص أهل بيته».

### عند الشيعة
يعتقد المسلمون الشيعة أن قضية المباهلة قدمت للنبي صلى الله عليه وسلم فرصة التعريف بأهل بيته الذين عرفوا بأصحاب الكساء و هم علي، فاطمة، الحسن والحسين رضي الله عنهم. وأن الحديث يشير إلى تفوق علي بن أبي طالب وإمامته بعد النبي صلى الله عليه وسلم.

## وجهات نظر حديثة
يرى سيدني إتش جريفيث أنه جدير بالملاحظة أن تلك الآية ترد الأمر في النهاية لله ليحكم بين الفريقين بعد أن يضعا حياتهم وحياة أحبتهم على المحك في سبيل إيمانهم.

## طالع أيضًا
- آية الرجم
- حديث الراية